# Trehundratrettiofemårskriget
Trehundratrettiofemårskriget var ett 335 år långt krig mellan Scillyöarna utanför Cornwalls kust och Nederländerna som pågick från den 30 mars 1651 till den 17 april 1986. Detta gör kriget till en av de längsta konflikterna som utkämpats i världen även om inga skott avlossades under själva kriget. 

## Kriget

### Bakgrund
Bakgrunden till kriget kan härledas till det Engelska inbördeskriget, vilket utkämpades åren 1642 till 1651 mellan Kavaljererna, kungens anhängare och rojalister, och Rundhuvudena, parlamentets anhängare. Oliver Cromwell hade militärt lyckats trycka tillbaka rojalisterna till utkanterna av det engelska riket. I västra England var Cornwall rojalisternas sista fäste, men under 1648 lyckades Cromwell lägga hela Cornwalls fastland var under rundhuvudenas kontroll. På grund av det tvingades den rojalistiska flottan att retirera till Scillyöarna, vilka låg utanför Cornwalls kust och ägdes av rojalisten John Granville.
Republiken Förenade Nederländerna hade fått engelskt stöd under Nederländska frihetskriget (1568–1648) av en rad engelska monarker. Genom freden i Münster (30 januari 1648) blev den nederländska självständigheten från Spanien fastslagen, något som sedan också bekräftades i den Westfaliska freden senare samma år. Nederländerna ville behålla sina goda relationer med England och valde att stödja parlamentaristerna, rundhuvudena, i det engelska inbördeskriget. Det sågs som ett svek av rojalisterna, som genom sin flotta vilken låg vid Scillyöarna lyckades tillfoga den holländska handelsflottan stora förluster.

### Krigsförklaring och krigets förlopp
Den 30 mars 1651 anlände den nederländske amiralen Maarten Tromp på Scillyöarna för att begära kompensation för stulet gods och den skada som åsamkats de nederländska handelsskeppen. Enligt en av Whitelockes publicerade böcker, så slår ett brev, daterat den 17 april 1651, fast att "Tromp kom till Pendennis och sa att han hade varit på Scillyöarna för att begära kompensation för de nederländska skeppen och godset som tagits av dem; och då han inte fått något tillfredsställande svar hade han, i enlighet med sitt uppdrag, förklarat krig mot dem." Eftersom större delen av England nu var i parlamentaristernas händer, så riktades krigsförklaringen specifikt mot Scillyöarna.
I juni 1651, strax efter krigsförklaringen, lyckades den parlamentariska flottan under amiral Robert Blake tvinga den rojalistiska flottan att kapitulera. Den nederländska flottan avseglade sedan utan att ha avfyrat ett enda skott, då de inte längre stod under något hot av den rojalistiska flottan. På grund av krigsförklaringens obskyritet, där ett land förklarade krig mot en liten del av ett annat land, så kom det aldrig någon officiell fredsförklaring från nederländskt håll.
Med tiden kom kriget att bli en del av lokala historier och skrönor på Scillyöarna, där det hävdades att kriget formellt sett fortfarande pågick. 1986 valde Roy Duncan, historiker och dåvarande ordförande för kommunstyrelsen, att undersöka saken närmare och kontaktade den nederländska ambassaden i London. Ambassadens personal fann att inget fredsavtal hade skrivits under mellan parterna, varpå Duncan bjöd in den nederländske ambassadören Jonkheer Rein Huydecoper till Scillyöarna för att officiellt förklara ett slut på konflikten. Freden utropades den 17 april 1986.